# Multi-grade
Multi Grade is een aanduiding voor oliesoorten die het hele jaar (zomer en winter) bruikbaar zijn, in tegenstelling tot single grade of mono grade. 
Deze olie wordt vooral in verbrandingsmotoren toegepast. Multi grade olie is te herkennen aan de SAE aanduiding met twee getallen, gescheiden door de letter W. Voorbeeld: SAE 10 W 40 vervangt de single grade oliën SAE 10 (winter) en SAE 40 (zomer). Multi grade olie wordt tegenwoordig algemeen toegepast, althans in het motorblok.
Voor machines of onderdelen van voertuigen die niet of minder onderhevig zijn aan grote temperatuurverschillen of die daarvan minder problemen ondervinden wordt single grade-olie gebruikt. In versnellingsbakken wordt bijvoorbeeld vaak SAE 90 toegepast.